# Museo de Bellas Artes de Estrasburgo
El Museo de Bellas Artes de Estrasburgo (en francés: Musée des Beaux-Arts de Strasbourg) es el museo de Francia dedicado a las Bellas Artes en Estrasburgo.
Desde 1898, ocupa la primera planta del Palais Rohan, diseñado por el arquitecto Robert de Cotte y construido entre 1728 y 1741, un edificio que también alberga 
el Musée des Arts décoratifs, en la planta baja, dedicado a las Artes decorativas, y el Museo Arqueológico de Estrasburgo, en el sótano.

## Colección

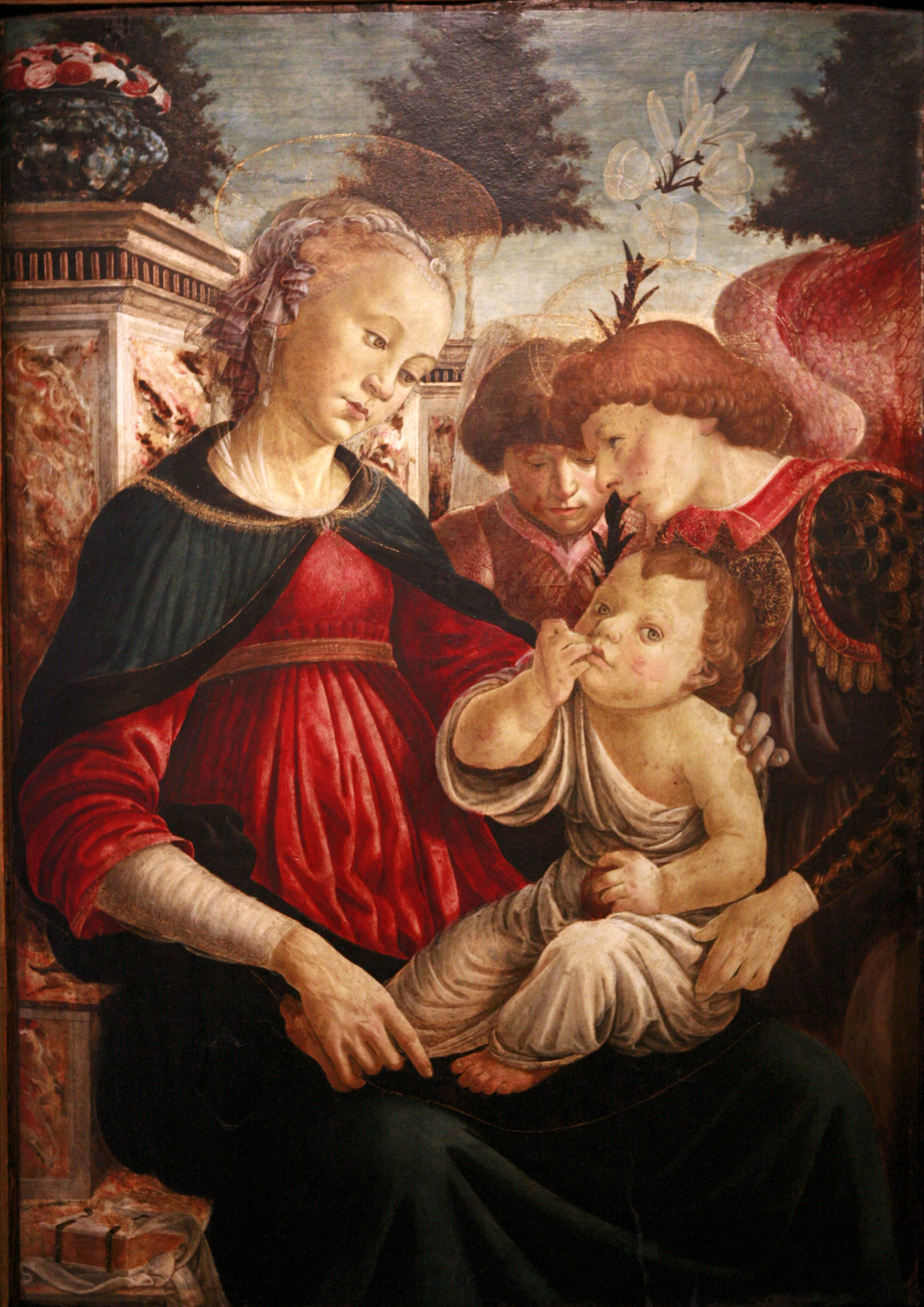
Virgen con niño (1469)

La colección permanente del museo está compuesta por las obras de artistas no procedentes de la región del Rin Superior desde el siglo XIV hasta 1870 y obras de los artistas del Rin Superior entre 1681 y 1870, siendo el año siguiente la fecha en la que se anexiona Alsacia y Lorena al Imperio alemán. Las obras de los artistas de la región del Alto Rin hasta 1681 se exhiben en el colindante Musée de l’Œuvre Notre-Dame.
Artistas tempranos representadas incluyen Giotto y Memling (Tríptico de la vanidad terrenal). 
Del Renacimiento y Manierismo hay obras de Botticelli, Rafael, Veronés –cuya Céfalo y Procris, adquirida en Venecia para Felipe IV por Velázquez en 1651, hacía pareja en la colección real española con el Venus y Adonis del Museo del Prado hasta que José Bonaparte se apropió de ella a comienzos del siglo XIX–  Lucas van Leyden, Hans Baldung Grien (Autorretrato) y el Greco (La virgen María). 
Del Barroco, Clasicismo y el Naturalismo hay obras de Rubens, Van Dyck, Vouet, Champaigne, Largillière, Canaletto, Tiepolo, Ribera (San Pedro y San Pablo), Zurbarán (Santa Úrsula y Santa Engracia) y Goya (Retrato de Bernardo Yriate). 
El Romanticismo y el Realismo están representados por Corot, Courbet, Chassériau, y Henner.

## Galería de obras de la colección

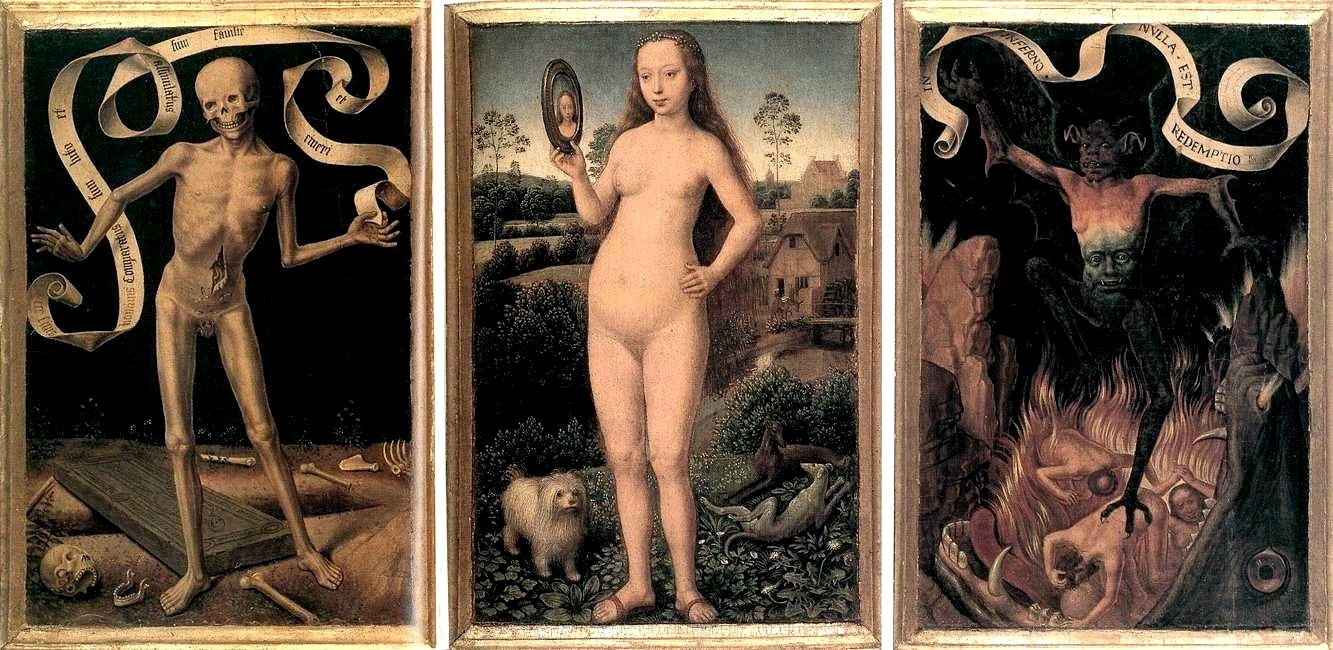
Tríptico de la vanidad terrenal de Hans Memling (c. 1485)
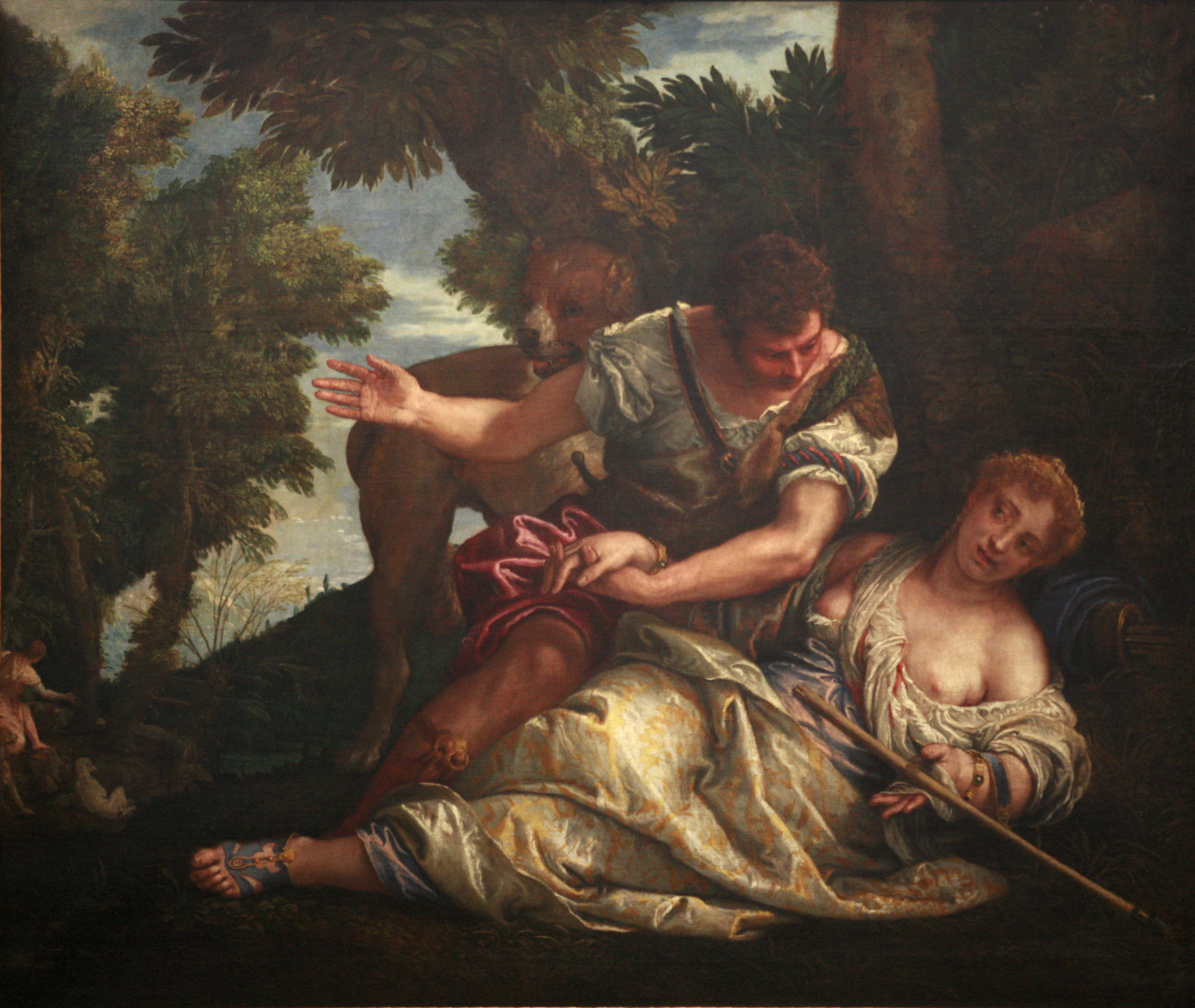
Céfalo y Procris de Veronés (c. 1580)
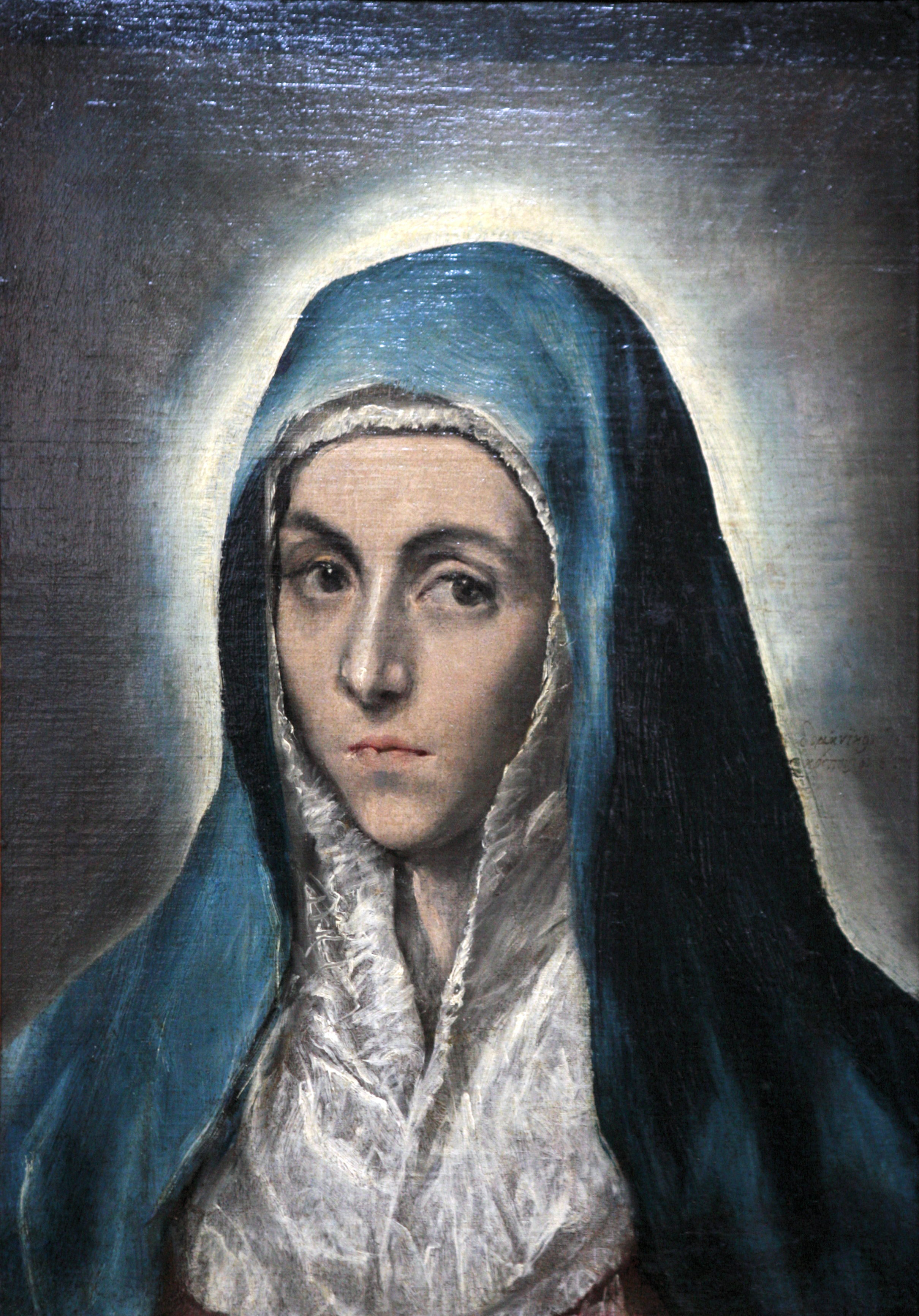
La virgen María-Mater Dolorosa del Greco (c.  1590-1600)
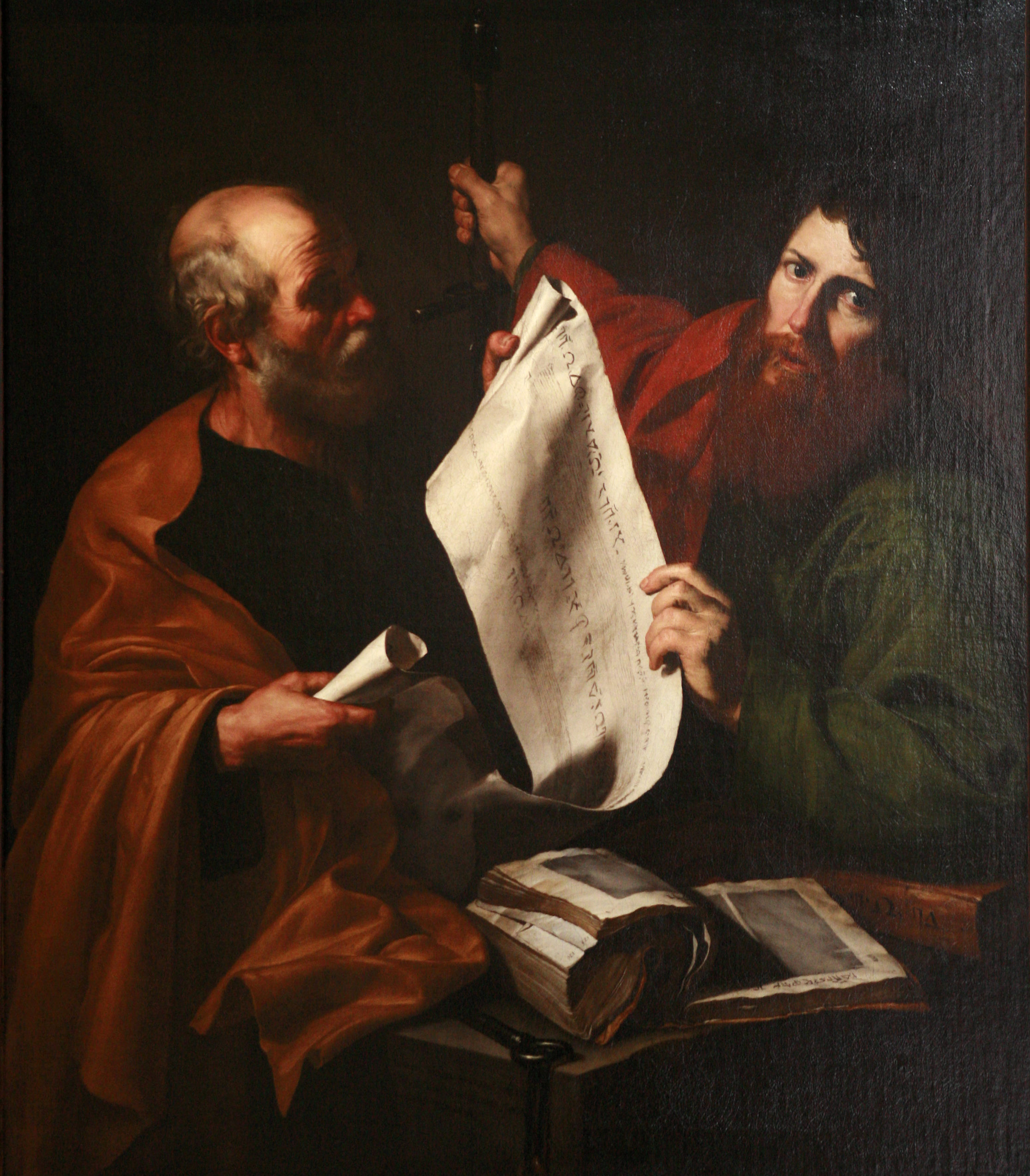
San Pedro y San Pablo de Ribera
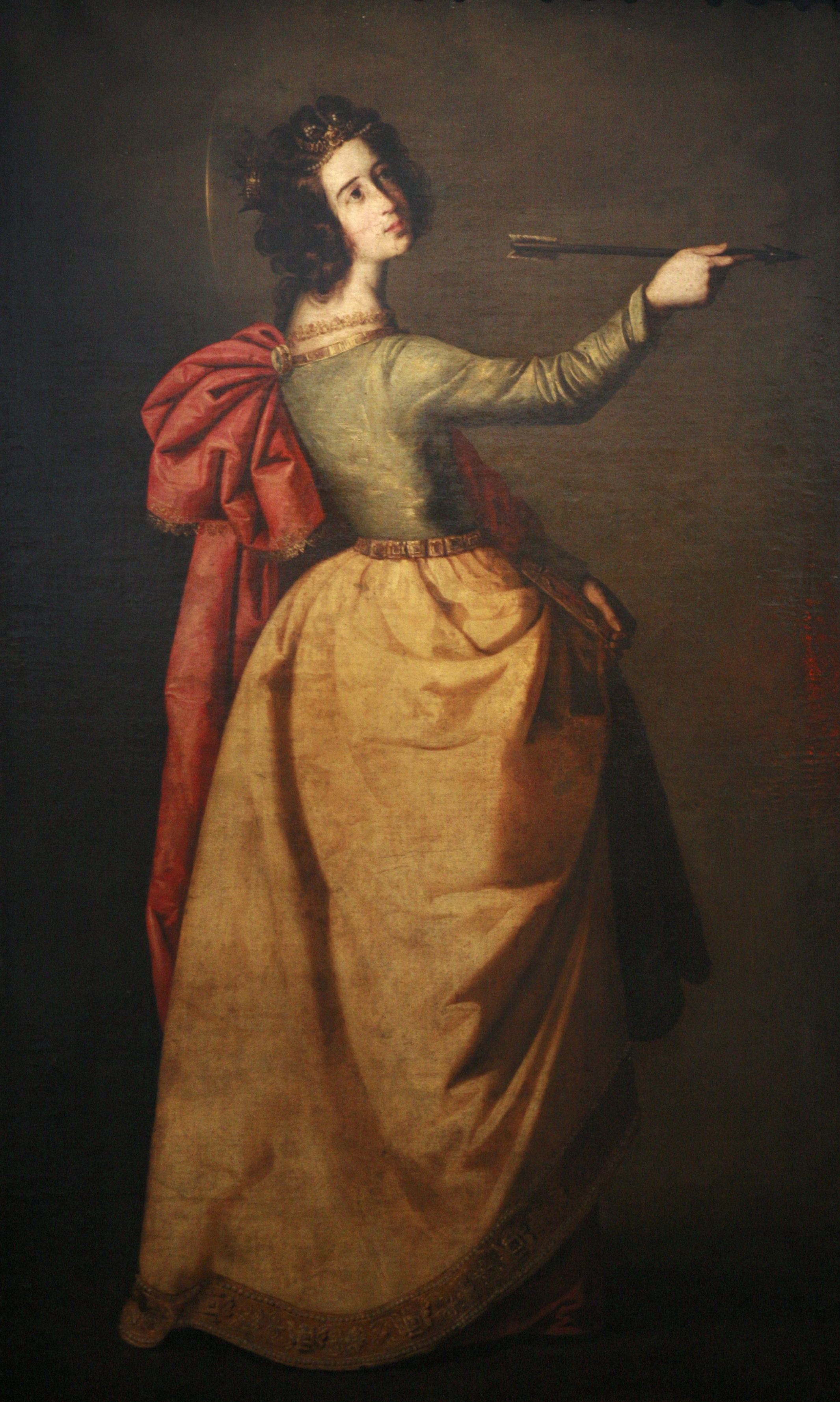
Santa Úrsula de Zurbarán (1650)
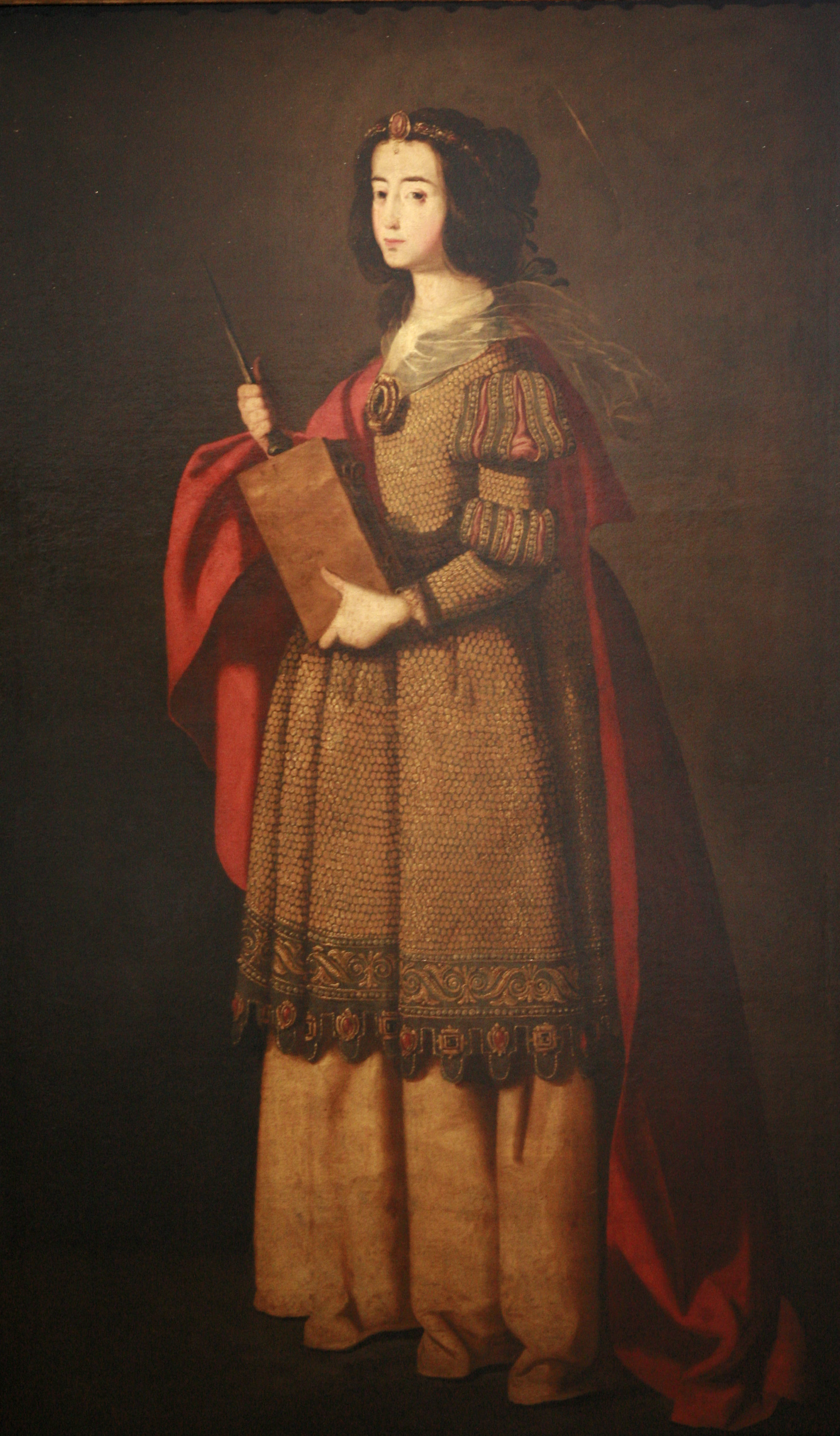
Santa Engracia de Zurbarán (1650)
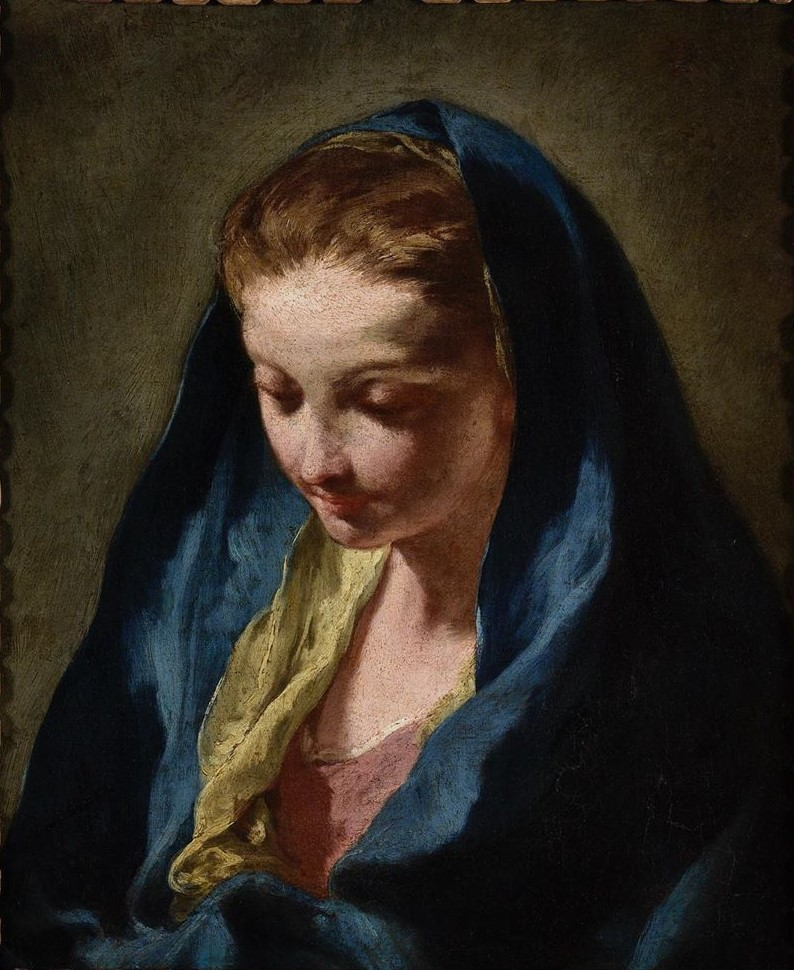
Cabeza de la Virgen (1730) por Pittoni
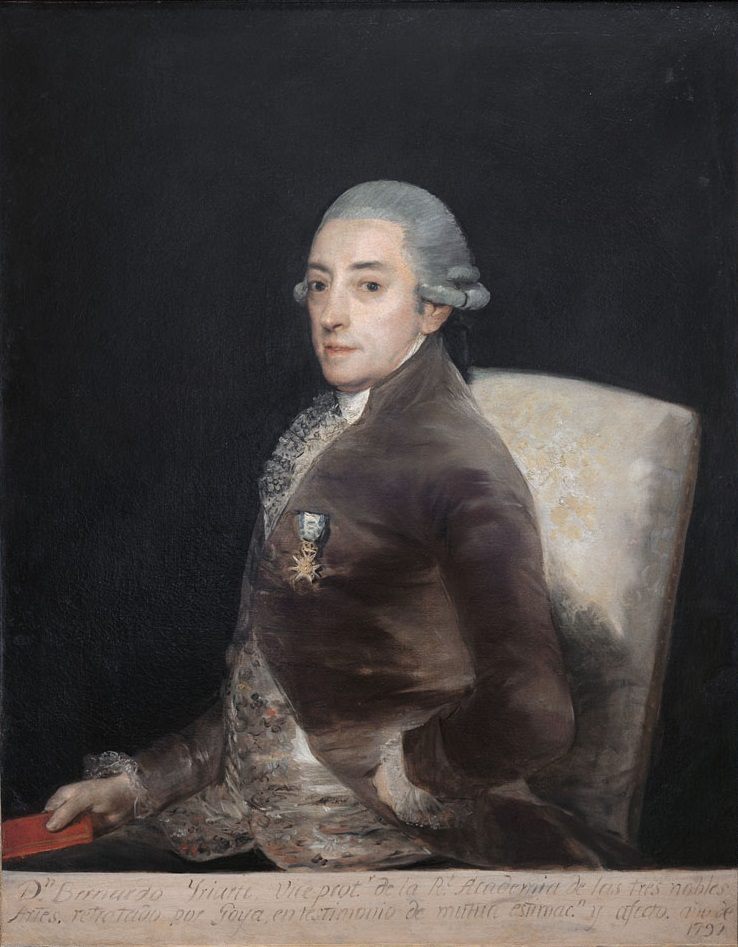
Retrato de Bernardo Yriate (1797) por Goya